# Маяк (Остаться в живых)
Маяк (англ. Lighthouse) — пятая серия шестого сезона и сто восьмая серия в общем счёте американского телесериала «Остаться в живых». Центральный персонаж серии — Джек Шепард. Премьера состоялась на канале ABC в США 23 февраля 2010 года. В России была показана 28 февраля 2010 года на Первом канале. Сценарий был написан Деймоном Линделофом и Карлтоном Кьюзом, а режиссёром стал Джек Бендер.

## Сюжет
Альтернативная реальность
После событий премьеры сезона Джек Шепард опаздывает, чтобы забрать своего сына Дэвида из школы. Вернувшись домой, Джек говорит со своей матерью, которая просит, чтобы он приехал и помог ей найти завещание Кристиана, оставив Дэвида в одиночестве. Находясь там, они обсуждают Дэвида, который был расстроен, когда его дедушка умер, но никогда не показывал этого Джеку. Она полагает, что, возможно, Дэвид «боится» Джека, как Джек боялся своего отца в детстве. Наконец, они находят завещание, но мать Джека крайне удивлена, что туда включена незнакомая им Клер Литтлтон. Джек возвращается домой и обнаруживает, что Дэвида там уже нет. Джек приезжает к матери Дэвида, где он узнаёт, что у Дэвида сегодня важное прослушивание в консерватории. Джек едет туда и, войдя в зал, видит на сцене своего сына, исполняющего на рояле «Фантазию-экспромт» Шопена. Джек встречает Догена, другого родителя на этом мероприятии, который хвалит игру Дэвида и считает, что у того настоящий дар. Позже Дэвид признаётся Джеку, что он не хотел, чтобы Джек знал, что он продолжает играть на пианино, потому что не хочет разочаровывать своего отца, если потерпит неудачу. Джек объясняет сложные отношения со своим отцом и успокаивает сына: Дэвид никогда не может быть для него разочарованием.
2007 год
После событий серии «What Kate Does» в храме Других к Хёрли является умерший Джейкоб, который даёт Херли задание: кто-то прибывает на Остров, и он с Джеком должен пойти к маяку, чтобы подготовить их прибытие. Сначала Хёрли пытался остановить Доген, но Хёрли (при подсказке призрака Джейкоба) сказал ему, что он кандидат и имеет полную свободу действий, что даже Доген не может его остановить, и тот в гневе уходит. По дороге к маяку Джек и Хёрли сталкиваются с Кейт Остин, которая сообщает им, что она не вернётся в храм и не пойдёт с ними, потому что должна продолжать поиски Клер. Джек и Хёрли, в конце концов, проходят через пещеры, заметив по пути гроб отца Джека и скелеты «Адама и Евы». Хёрли предполагает, что из-за перемещений во времени скелеты могут принадлежать кому-то, кого они знают в настоящем.
Джек и Хёрли прибывают на маяк, наверху которого располагается большой циферблат, на котором написаны имена кандидатов и ряд зеркал. При вращении циферблата зеркала показывают что-то, связанное с прошлым выбранного кандидата. Джек видит на круге своё имя и требует, чтобы Джейкоб через Хьюго всё ему объяснил. Но Джейкоб так и не пришёл, и Джек в ярости разбивает зеркала. После этого к Хёрли является Джейкоб, поздравляя с успешным выполнением задания. Джейкоб говорит, что найдёт другой способ помочь приплывающим на Остров, и намекает, что ярость Джека была не напрасной.
Тем временем Клер освобождает Джина из её же капкана и ведёт к себе в жилище. Джин обещает показать ей проход в храм, где, как она считает, держат её сына Аарона. Она также приводит Джастина, одного из нападавших на Джина, и начинает его спрашивать про Аарона, но тот отрицает причастие Других к исчезновению её сына, но Клэр утверждает, что её отец и её друг сказали, что ребёнок у Других. Когда Клэр собиралась убить его, Джин останавливает её, сказав, что мальчика забрала Кейт и увезла с Острова. Клэр всё равно убивает Джастина, сказав, что иначе он бы убил её и что Другие какое-то время держали её в храме и пытали. Когда она спрашивает Джина, не соврал ли он, тот в страхе берёт свои слова обратно. Клэр рада, что ребёнок не у Кейт, потому что, по её словам, она убила бы Кейт. Когда они обсуждают это, приходит Человек в чёрном, застрявший в облике Локка. Джин думает, что это Локк, но Клэр отвечает, что это не Локк, а её друг.